# تیسکوو
تیسکوو (به لاتین: Tyszkowo) یک منطقهٔ مسکونی در لهستان است که در Gmina Sorkwity واقع شده‌است.

## خصوصیات
تیسکوو ۱۹ نفر جمعیت دارد.